# Sodam Yat
Sodam Yat es un personaje de ficción, un extraterrestre superhéroe de las publicaciones de DC Comics. Apareció por primera vez en Green Lantern Annual N.º 2, creado por Alan Moore y Kevin O'Neill. Actualmente es el portador de la entidad Ion. Esto, más sus poderes similares a los de Superman, lo convierten en uno de los personajes más poderosos del Universo DC.

## Biografía ficticia del personaje
Sodam Yat es un nativo del planeta Daxam, del que provienen seres con poderes similares a los de Superman, un día cuando niño vio caer un objeto del cielo, donde conoció a un extraterrestre con el que comenzó a forjar una amistad. Sin embargo, al ver esto, sus padres y la comunidad de su planeta eliminaron a este ser del espacio, ya que los daxamitas tenían prohibido salir de su planeta o tener contacto con gente ajena a él.
Es así como Sodam comienza a construir una nave espacial con los restos de la nave alienígena caída. Luego del paso de varios años y antes de lograr hacerla funcionar, aparece Hal Jordan y le comunica que por desafiar las leyes de su planeta y no temerlas se le ha elegido como miembro de los Green Lanterns.

### Primera aparición
Se remonta a Green Lantern Annual N.º 2, durante una historia corta llamada "Tigres" escrita por Alan Moore. En ella se habla de la profecía de la «noche más oscura», relatada a un joven Abin Sur en un lugar prohibido por los Guardianes del Universo llamado "el Imperio de las Lágrimas"  donde Qull de las cinco inversiones describe:
«Sodam Yat, un daxamita elevado a Linterna Verde definitivo, morirá combatiendo a los engendros del Hemisferio. El planeta Linterna Verde conocido como Mogo, será el último en caer, cuando Ranx haga explotar una bomba en su núcleo.»
Se debe señalar que Alan Moore creó al personaje con la intención de incluirlo en su historia jamás publicada Twilight of the Superheroes, donde sería el representante de la Casa de los Linternas que enfrentaría en una batalla final a un corrompido Superman. 

### Green Lantern Corps
Sodam Yat apareció por primera vez en Green Lantern Corps número 12 siendo entrenado por Kilowog como un "símbolo blanco", posteriormente se ve que ante la urgencia de necesitar nuevos reclutas para pelear en contra de las fuerzas de Siniestro por lo que es ascendido al puesto de oficial del cuerpo de linternas verdes, del sector espacial 1760. Durante este comienzo se le vio casi siempre al lado de Arisya de lo que se infiere algún tipo de sentimiento reciproco.

### Sinestro Corps Wars
En la Guerra de los Sinestro Corps, Sodam Yat tuvo una participación destacada, mostrando gran valor y habilidad innata en la pelea, y un sentido innato de liderazgo que hizo que sus compañeros lo siguieran como al más experto de los linternas verdes. Fue el precursor de la destrucción de la ciudadela viviente Ranx, de la cual destruyó su núcleo evitando así que se bombardeara el centro de Mogo, el planeta viviente.
Al ser recuperado el espíritu de la voluntad, Ion los Guardianes del Universo deciden entregar el poder de Ion a Sodam Yat, a riesgo de poder cumplir la profecía de la noche más oscura, es así como Sodam se transforma en el linterna verde definitivo al fusionar sus habilidades daxamitas junto al poder omnipotente de Ion.
Luego de adquirir estos poderes se enfrenta en una batalla cuerpo a cuerpo contra Superboy Prime (que se auto proclamó Superman-prime) en donde después de una feroz batalla, este último derrotó al nuevo Ion, que tuvo que ser socorrido por los Corps para poder sobrevivir.
En su último cuadro en la Sinestro corps wars se ve cómo es llevado desde la tierra hacia Oa para su recuperación.
En el especial de Ion se ve cómo los guardianes explican a Kyle Rayner el por qué el no volvió a ser Ion y le piden que guie al inexperto Sodam para hacer buen uso de sus nuevas habilidades, es así como Kyle y Sodam Yat se conocen y se reconocen mutuamente como compañeros del corps.

## Poderes y habilidades

### Ion
Como el portador de Ion cuenta con habilidades ilimitadas de cualquier lantern más poderes casi divinos, como el traer a la vida a personas, y alterar la realidad de forma permanente, habilidad de vuelo y de superfuerza, el límite es su voluntad.
Aún se desconoce el motivo por el cual aun porta su anillo de poder, ya que no le es necesario.
Más tarde se supo que Ion porta un anillo de poder debido a que en su última batalla contra Superman Prime fue atravesado con barras de plomo por este. El plomo es a Sodam Yat lo que la kryptonita es a Superman, por lo que debe llevar el anillo de poder para contrarrestar los efectos venenosos del plomo en su cuerpo.

### Poderes daxamitas
Son casi las mismas que las de un kriptoniano pero sin sus debilidad hacia la kriptonita. Los daxamitas en cambio son vulnerables por la exposición al plomo, cuya radiación, a diferencia de la kriptonita en los kriptonianos, con una simple exposición al plomo les causa la muerte. En cuanto a sus poderes daxamitas desarrollados hasta ahora destacan:
-Vision telescópica
-Visión calorífica
-Rayos X
-Invulnerabilidad
-Super fuerza
-Super velocidad
-Vuelo
-Electro magnetismo
-Absorción de energía solar.